# Jacob Arenfeldt (1755-1820)
 Der er flere personer med dette navn, se Jacob Arenfeldt (1723-1788).
Jacob Arenfeldt (30. september 1755 – 17. februar 1820) var en dansk søofficer.
Han var søn af Jacob Arenfeldt. Som ganske lille dreng, kun 7 år gammel, gjorde han sit første orlogstogt som volontær-kadet, kom senere ind på Søkadetakademiet og udnævntes i 1773 til sekondløjtnant. Efter i året 1781 at være blevet forfremmet til premierløjtnant erholdt han 3 år senere kaptajnløjtnants karakter. Arenfeldt, der i 1796 var avanceret til kaptajn, blev i foråret 1801, da de truende krigsudsigter foranledigede, at defensionslinjen over hals og hoved blev udlagt til hovedstadens forsvar imod et engelsk angreb fra søsiden, udset til chef for linjeskibet Holsten og deltog om bord i dette skib i det mindeværdige slag på Københavns Red 2. april 1801. Året efter erholdt Arenfeldt kommandørkaptajns karakter, udnævntes i 1815 til kontreadmiral og afgik ved døden 17. februar 1820.
21. oktober 1783 var han blevet gift med Engelke Charlotte de Klauman (f. 1760), en datter af justitsråd K.G. de Klauman.